# Сягайлы
Сягайлы (укр. Сягайли) — село,
Руновщинский сельский совет,
Полтавский район (Полтавская область),
Полтавская область,
Украина.
Код КОАТУУ — 5324084613. Население по переписи 2001 года составляло 40 человек.

## Географическое положение
Село Сягайлы находится на левом берегу реки Свинковка,
выше по течению на расстоянии в 2 км расположено село Глобы,
ниже по течению на расстоянии в 3,5 км расположено село Шилы,
на противоположном берегу — село Петрашёвка.